# St. Mauritius (Unterbalzheim)

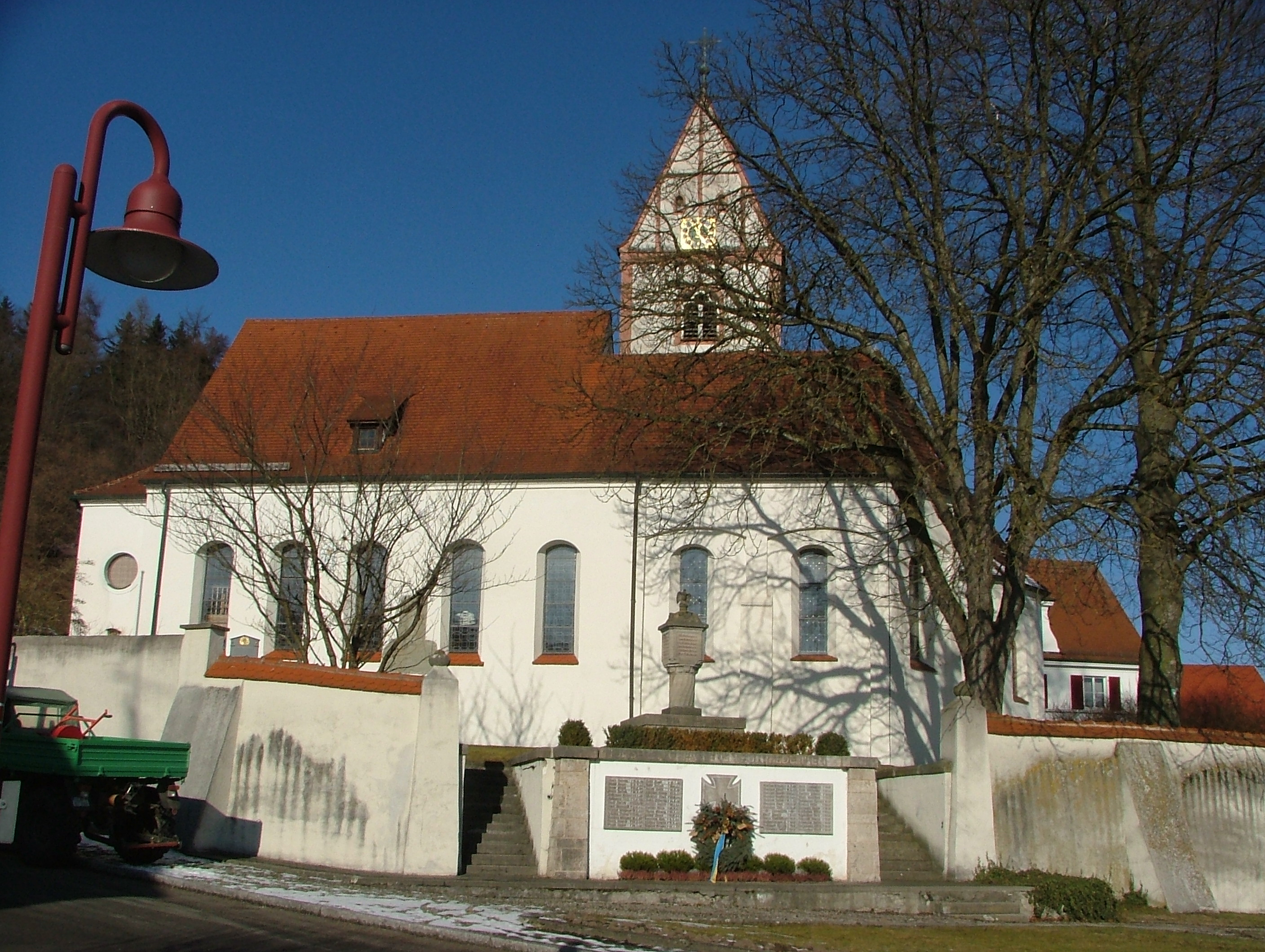
St. Mauritius in Unterbalzheim

Die evangelische Kirche St. Mauritius steht in Unterbalzheim, einem Gemeindeteil von Balzheim im Alb-Donau-Kreis in Baden-Württemberg. Die Kirchengemeinde gehört zum Kirchenbezirk Biberach der Württembergischen Landeskirche. Das Bauwerk ist beim Landesamt für Denkmalpflege Baden-Württemberg als Baudenkmal eingetragen.

## Beschreibung
Der Saalkirche aus einem Langhaus, einem dreiseitig geschlossenen Chor im Osten und einem Chorflankenturm an der Nordwand des Chors wurde 1583 eine Grabkapelle für die Patrizier Ehinger in der Ecke von Chorflankenturm und Chor hinzugefügt. In der Kirche befinden sich Epitaphien der Familie Ehinger. Der Chorflankenturm beherbergt in seinem obersten Geschoss den Glockenstuhl, in dem vier Kirchenglocken hängen. In seinem Giebel unter dem Satteldach befinden sich die Zifferblätter der Turmuhr.
Zur Kirchenausstattung gehört ein Altar, auf dessen Altarretabel Johann Heiss das Abendmahl Jesu dargestellt hat. Die Orgel wurde 1898 als Opus 291 von  der Giengener Orgelmanufaktur Gebr. Link gebaut.